# Abdelhak Serhane
Abdelhak Serhane (1950, Sehou, Marroc) és un escriptor marroquí.
Va estudiar psicologia i literatura francesa a Tolosa i durant un llarg període va ser professor a la facultat de Lletres i Ciències Socials de La Universitat de Kenitra. A la primavera del 2000 va deixar el Marroc amb la seva família per anar a exiliar-se definitivament al Canadà. Com a opositor convençut de Hassan II, Serhane no ha deixat mai de denunciar el caràcter policíac del règim polític marroquí a través d'obres reconegudes com Mesouda o Le Soleil des obscurs.
L'any 1993 va rebre el Premi Francès del Món Àrab i l'any 1999 el premi Afrique Méditerranéenne.